# Diclidophlebia harrisoni
Diclidophlebia harrisoni är en insektsart som beskrevs av Osisanya 1969. Diclidophlebia harrisoni ingår i släktet Diclidophlebia och familjen rundbladloppor. Inga underarter finns listade i Catalogue of Life.